# Vieng Naruemon
Vieng Naruemon (thaï : เวียง นฤมล), née Naruemon Pholputtha (thai: นฤมล พลพุทธา) le 11 janvier 1992 à Roi Et, est une chanteuse pop de mor lam thaïlandaise,. Elle est depuis 2017 produite par le label discographique thaïlandais GMM Grammy.

## Discographie

### Albums studio
| Année | Titre                             | Détails de l'album                                  |
| ----- | --------------------------------- | --------------------------------------------------- |
| 2022  | Oh..Lanor Mor Lam                 | - Date de sortie : 25 mai 2022 - Label : GMM Grammy |
| 2024  | Fun Khong Ai Mee Phai Pen Nang Ek | - Date de sortie : 2024 - Label : GMM Grammy        |

### Single

#### Grammy Gold
- Huk Bor Dai Tae Luem Ai Bor Long
- Wai Oak Hak[3]
- Won Pu Lam Khong
- Ngiw Tong Ton Humhon Phoo Bao Kao[4]